# Yamazaki (distillerie)
Pour les articles homonymes, voir Yamazaki.
La distillerie Yamazaki (山崎蒸溜所, Yamazaki jōryūsho) est une distillerie de whisky japonais située à Shimamoto dans la préfecture d'Osaka. Fondée en 1923 par Shinjirō Torii, c'est la première distillerie historique de whisky du Japon. La distillerie appartient maintenant au groupe Suntory, tout comme la distillerie Hakushu.

## Production

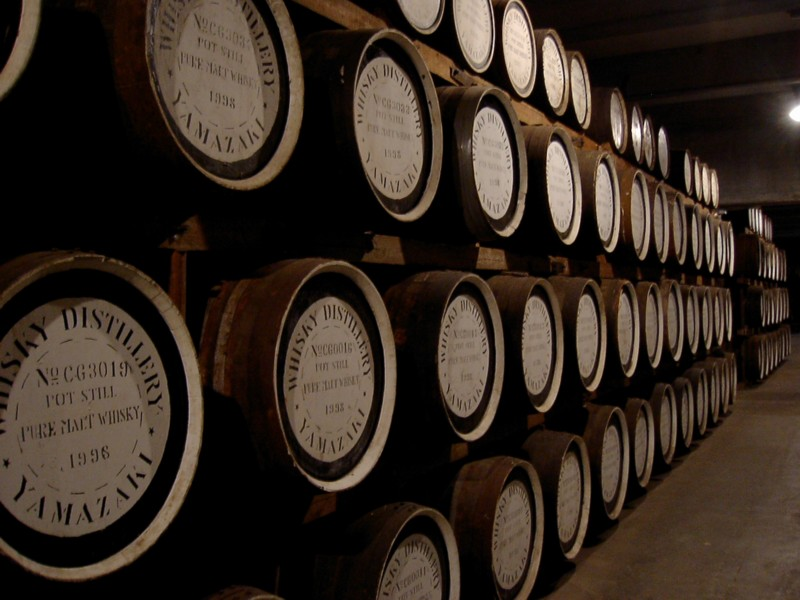
Tonneaux de whisky Yamazaki

La distillerie Yamazaki produit des single malts :
- Yamazaki Single malt 43 %[1] ;
- Yamazaki Single malt 12 ans 43 %[1] ;
- Yamazaki Single malt 18 ans 43 %[1] ;
- Yamazaki Single malt 25 ans 43 %[1] ;
- Yamazaki 1984[1] ;
- Yamazaki Sherry Cask[1] ;
- Yamazaki Puncheon[1] ;
- Yamazaki Bourbon Barrel[1] ;
- Yamazaki Heavily Peated 2013, 48 %[1].

## Récompenses
En 2011 et 2012, les Yamazaki 1984 et Yamazaki 25 ans ont été respectivement élus meilleur single malt par les World Whiskies Awards. En 2014, Jim Murray présente dans son guide annuel Whisky Bible 2015 le Yamazaki Sherry Cask 2013 comme le meilleur whisky au monde.